# ای‌کی‌جی آکوستیک

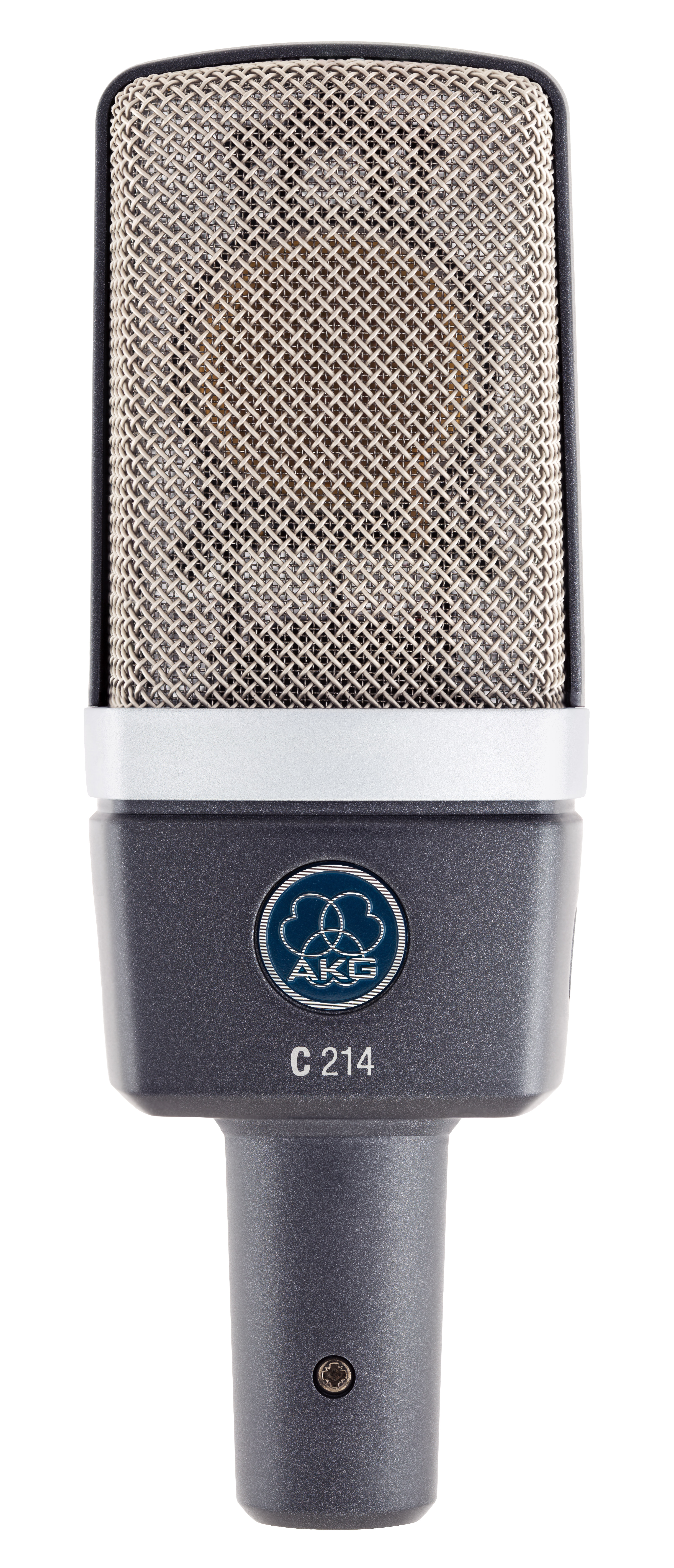
میکروفن کندانسور ای‌کی‌جی C214

ای‌کی‌جی آکوستیک (انگلیسی: AKG Acoustics) یک شرکت تولیدکننده اتریشی میکروفن، هدفون، سیستم‌های صوتی بی‌سیم و لوازم جانبی مرتبط برای بازارهای حرفه‌ای و مصرفی است. ای‌کی‌جی زیر مجموعه شرکت صنایع بین‌المللی هارمن است که خود آن نیز زیرمجموعه شرکت سامسونگ الکترونیک می‍باشد.